# Isaac Bunde Dugu
Isaac Bunde Dugu (* 14. April 1971 in Gboko) ist ein nigerianischer Geistlicher und römisch-katholischer Bischof von Katsina-Ala.

## Leben
Isaac Bunde Dugu studierte Philosophie und katholische Theologie an den Priesterseminaren von Makurdi und Jos. Am 21. Oktober 2000 empfing er das Sakrament der Priesterweihe für das Bistum Makurdi.
Nach Tätigkeiten in der Pfarrseelsorge war er von 2004 bis 2007 Verwaltungssekretär des Catholic Secretariat of Nigeria in Lagos. Von 2007 bis 2011 hielt er sich in Deutschland zu weiteren Studien an der Philosophisch-Theologischen Hochschule Sankt Georgen auf, an der er das Lizenziat in Theologie erwarb. Nach der Rückkehr in die Heimat war er Seelsorger der Krankenpflege- und Geburtshilfeschulen und von 2011 bis 2013 Kanzler der Diözesankurie von Makurdi. Mit der Gründung des Bistums Gboko im Dezember 2012 wurde er in dessen Klerus inkardiniert. Auch in der neuen Diözese war er von 2013 bis 2019 Kanzler sowie Mitglied des Konsultorenkollegiums. Im gleichen Zeitraum leitete er den Bereich für die Pastoral Agents des Catholic Secretariat of Nigeria. Ab 2020 war er für die nigerianische Bischofskonferenz tätig.
Papst Franziskus ernannte ihn am 9. April 2022 zum Bischof von Katsina-Ala.  Der Apostolische Nuntius in Nigeria, Erzbischof Antonio Filipazzi, spendete ihm am 1. Juli 2022 im Chief Emmanuel Akume Atongo Township Stadium in Katsina-Ala die Bischofsweihe. Mitkonsekratoren waren der Erzbischof von Abuja, Ignatius Ayau Kaigama, und der Bischof von Gboko, William Avenya.